# プラシュナ・ウパニシャッド
『プラシュナ・ウパニシャッド』とは、ウパニシャッドの1つ。アタルヴァ・ヴェーダに付属し、古ウパニシャッドの中では、後期の「新散文ウパニシャッド」に分類される。
文量が少ない短編のウパニシャッドで、聖仙ピッパラーダの思想が、問答を通して述べられる。

## 日本語訳
- 湯田豊『ウパニシャッド　翻訳および解説』大東出版社、2000年。ISBN 4-500-00656-7。
- 岩本裕『原典訳 ウパニシャッド』筑摩書房〈ちくま学芸文庫〉、2013年。ISBN 4-480-09519-5。
  - 岩本裕『ウパニシャッド』筑摩書房〈世界文学古典全集3〉、1967年。
- 佐保田鶴治『ウパニシャッド』平河出版社、1979年。ISBN 4892030260。
- 日野紹運、奥村文子『ウパニシャッド』日本ヴェーダンタ協会、2009年。ISBN 4931148409。